# 1986年のワールドシリーズ
1986年の野球において、メジャーリーグベースボール（MLB）優勝決定戦の第83回ワールドシリーズ（英語: 83rd World Series）は、10月18日から27日にかけて計7試合が開催された。その結果、ニューヨーク・メッツ（ナショナルリーグ）がボストン・レッドソックス（アメリカンリーグ）を4勝3敗で下し、17年ぶり2回目の優勝を果たした。
メッツは2勝3敗で迎えた第6戦の延長10回表に2点を勝ち越され、その裏あとストライク1球で敗退という状況に2度も追い込まれたものの、そこから同点に追いつき、最後は相手一塁手ビル・バックナーのトンネルでサヨナラ勝利を収めた。そして雨天順延を挟んで2日後の第7戦でも3点差を逆転し優勝を決めた。あと1球からの逆転優勝はシリーズ史上初である。一方のレッドソックスは、1918年以来68年ぶりの優勝を逃した。1946年・1967年・1975年に続き、今回もまた最終第7戦までもつれた末に敗れている。このときの『ニューヨーク・タイムズ』掲載記事がきっかけで、1990年に『ボストン・グローブ』記者ダン・ショーネシーが著書The Curse of the Bambinoを出版、それ以降 "バンビーノの呪い" という都市伝説がファンの間で広まっていく。シリーズMVPには、第6戦でサヨナラのホームを踏み第7戦で勝ち越し本塁打を放つなど、6試合で打率.391・1本塁打・5打点・OPS 1.005という成績を残したメッツのレイ・ナイトが選出された。
ワールドシリーズでは1976年から指名打者（DH）制度が導入され、1985年までの10年間は、偶数年は全試合で採用、奇数年は全試合で不採用とされていた。今シリーズから規則が変更され、年度にかかわらずアメリカンリーグ球団の本拠地では採用、ナショナルリーグ球団の本拠地では不採用となった。DHありの試合となしの試合が混在するのは、ワールドシリーズでは今シリーズが初めてである。

## 試合結果
1986年のワールドシリーズは10月18日に開幕し、途中に移動日と雨天順延を挟んで10日間で7試合が行われた。日程・結果は以下の通り。
| 日付                                                 | 試合  | ビジター球団（先攻）     | スコア   | ホーム球団（後攻）       | 開催球場             | 開催球場                                  |
| ---------------------------------------------------- | ----- | ------------------------ | -------- | ------------------------ | -------------------- | ----------------------------------------- |
| 10月18日（土）                                       | 第1戦 | ボストン・レッドソックス | 1－0     | ニューヨーク・メッツ     | シェイ・スタジアム   | シェイ・ · スタジアムフェンウェイ・パーク |
| 10月19日（日）                                       | 第2戦 | ボストン・レッドソックス | 9－3     | ニューヨーク・メッツ     | シェイ・スタジアム   | シェイ・ · スタジアムフェンウェイ・パーク |
| 10月20日（月）                                       |       | 移動日                   | 移動日   | 移動日                   |                      | シェイ・ · スタジアムフェンウェイ・パーク |
| 10月21日（火）                                       | 第3戦 | ニューヨーク・メッツ     | 7－1     | ボストン・レッドソックス | フェンウェイ・パーク | シェイ・ · スタジアムフェンウェイ・パーク |
| 10月22日（水）                                       | 第4戦 | ニューヨーク・メッツ     | 6－2     | ボストン・レッドソックス | フェンウェイ・パーク | シェイ・ · スタジアムフェンウェイ・パーク |
| 10月23日（木）                                       | 第5戦 | ニューヨーク・メッツ     | 2－4     | ボストン・レッドソックス | フェンウェイ・パーク | シェイ・ · スタジアムフェンウェイ・パーク |
| 10月24日（金）                                       |       | 移動日                   | 移動日   | 移動日                   |                      | シェイ・ · スタジアムフェンウェイ・パーク |
| 10月25日（土）                                       | 第6戦 | ボストン・レッドソックス | 5－6x    | ニューヨーク・メッツ     | シェイ・スタジアム   | シェイ・ · スタジアムフェンウェイ・パーク |
| 10月26日（日）                                       | 第7戦 | 雨天順延                 | 雨天順延 | 雨天順延                 | シェイ・スタジアム   | シェイ・ · スタジアムフェンウェイ・パーク |
| 10月27日（月）                                       | 第7戦 | ボストン・レッドソックス | 5－8     | ニューヨーク・メッツ     | シェイ・スタジアム   | シェイ・ · スタジアムフェンウェイ・パーク |
| 優勝：ニューヨーク・メッツ（4勝3敗 / 17年ぶり2度目） |       |                          |          |                          |                      | シェイ・ · スタジアムフェンウェイ・パーク |

### 第1戦 10月18日
- シェイ・スタジアム（ニューヨーク州ニューヨーク市クイーンズ区）

|                          | 1 | 2 | 3 | 4 | 5 | 6 | 7 | 8 | 9 | R | H | E |
| ------------------------ | - | - | - | - | - | - | - | - | - | - | - | - |
| ボストン・レッドソックス | 0 | 0 | 0 | 0 | 0 | 0 | 1 | 0 | 0 | 1 | 5 | 0 |
| ニューヨーク・メッツ     | 0 | 0 | 0 | 0 | 0 | 0 | 0 | 0 | 0 | 0 | 4 | 1 |

1. 勝利：ブルース・ハースト（1勝）
2. セーブ：カルビン・シラルディ（1S）
3. 敗戦：ロン・ダーリング（1敗）
4. 審判
［球審］ジョン・キブラー（NL）
［塁審］一塁: ジム・エバンス（AL）、二塁: ハリー・ウェンデルステット（NL）、三塁: ジョー・ブリンクマン（AL）
［外審］左翼: エド・モンタギュー（NL）、右翼: デイル・フォード（AL）
5. 夜間試合  試合時間: 2時間59分  観客: 5万5076人  気温: 50°F（10°C）
詳細: MLB.com Gameday / Baseball-Reference.com

| ボストン・レッドソックス | ボストン・レッドソックス | ボストン・レッドソックス | ボストン・レッドソックス | ボストン・レッドソックス                                                                                          | ニューヨーク・メッツ | ニューヨーク・メッツ | ニューヨーク・メッツ | ニューヨーク・メッツ | ニューヨーク・メッツ |
| ------------------------ | ------------------------ | ------------------------ | ------------------------ | --- | -------------------- | -------------------- | -------------------- | -------------------- | --- |
| 打順                     | 守備                     | 選手                     | 打席                     | B・ハーストR・ゲドマンB・バックナーM・バレットW・ボッグスS・オーウェンJ・ライスD・ヘンダーソンD・エバンス（なし） | 打順                 | 守備                 | 選手                 | 打席                 | R・ダーリングG・カーターK・ヘルナン · デスT・タフェルR・ナイトR・サンタナM・ウィルソンL・ダイクストラD・ストロベリー（なし） |
| 1                        | 三                       | W・ボッグス              | 左                       | B・ハーストR・ゲドマンB・バックナーM・バレットW・ボッグスS・オーウェンJ・ライスD・ヘンダーソンD・エバンス（なし） | 1                    | 左                   | M・ウィルソン        | 両                   | R・ダーリングG・カーターK・ヘルナン · デスT・タフェルR・ナイトR・サンタナM・ウィルソンL・ダイクストラD・ストロベリー（なし） |
| 2                        | 二                       | M・バレット              | 右                       | B・ハーストR・ゲドマンB・バックナーM・バレットW・ボッグスS・オーウェンJ・ライスD・ヘンダーソンD・エバンス（なし） | 2                    | 中                   | L・ダイクストラ      | 左                   | R・ダーリングG・カーターK・ヘルナン · デスT・タフェルR・ナイトR・サンタナM・ウィルソンL・ダイクストラD・ストロベリー（なし） |
| 3                        | 一                       | B・バックナー            | 左                       | B・ハーストR・ゲドマンB・バックナーM・バレットW・ボッグスS・オーウェンJ・ライスD・ヘンダーソンD・エバンス（なし） | 3                    | 一                   | K・ヘルナンデス      | 左                   | R・ダーリングG・カーターK・ヘルナン · デスT・タフェルR・ナイトR・サンタナM・ウィルソンL・ダイクストラD・ストロベリー（なし） |
| 4                        | 左                       | J・ライス                | 右                       | B・ハーストR・ゲドマンB・バックナーM・バレットW・ボッグスS・オーウェンJ・ライスD・ヘンダーソンD・エバンス（なし） | 4                    | 捕                   | G・カーター          | 右                   | R・ダーリングG・カーターK・ヘルナン · デスT・タフェルR・ナイトR・サンタナM・ウィルソンL・ダイクストラD・ストロベリー（なし） |
| 5                        | 右                       | D・エバンス              | 右                       | B・ハーストR・ゲドマンB・バックナーM・バレットW・ボッグスS・オーウェンJ・ライスD・ヘンダーソンD・エバンス（なし） | 5                    | 右                   | D・ストロベリー      | 左                   | R・ダーリングG・カーターK・ヘルナン · デスT・タフェルR・ナイトR・サンタナM・ウィルソンL・ダイクストラD・ストロベリー（なし） |
| 6                        | 捕                       | R・ゲドマン              | 左                       | B・ハーストR・ゲドマンB・バックナーM・バレットW・ボッグスS・オーウェンJ・ライスD・ヘンダーソンD・エバンス（なし） | 6                    | 三                   | R・ナイト            | 右                   | R・ダーリングG・カーターK・ヘルナン · デスT・タフェルR・ナイトR・サンタナM・ウィルソンL・ダイクストラD・ストロベリー（なし） |
| 7                        | 中                       | D・ヘンダーソン          | 右                       | B・ハーストR・ゲドマンB・バックナーM・バレットW・ボッグスS・オーウェンJ・ライスD・ヘンダーソンD・エバンス（なし） | 7                    | 二                   | T・タフェル          | 右                   | R・ダーリングG・カーターK・ヘルナン · デスT・タフェルR・ナイトR・サンタナM・ウィルソンL・ダイクストラD・ストロベリー（なし） |
| 8                        | 遊                       | S・オーウェン            | 両                       | B・ハーストR・ゲドマンB・バックナーM・バレットW・ボッグスS・オーウェンJ・ライスD・ヘンダーソンD・エバンス（なし） | 8                    | 遊                   | R・サンタナ          | 右                   | R・ダーリングG・カーターK・ヘルナン · デスT・タフェルR・ナイトR・サンタナM・ウィルソンL・ダイクストラD・ストロベリー（なし） |
| 9                        | 投                       | B・ハースト              | 左                       | B・ハーストR・ゲドマンB・バックナーM・バレットW・ボッグスS・オーウェンJ・ライスD・ヘンダーソンD・エバンス（なし） | 9                    | 投                   | R・ダーリング        | 右                   | R・ダーリングG・カーターK・ヘルナン · デスT・タフェルR・ナイトR・サンタナM・ウィルソンL・ダイクストラD・ストロベリー（なし） |
| 先発投手                 | 先発投手                 | 先発投手                 | 投球                     | B・ハーストR・ゲドマンB・バックナーM・バレットW・ボッグスS・オーウェンJ・ライスD・ヘンダーソンD・エバンス（なし） | 先発投手             | 先発投手             | 先発投手             | 投球                 | R・ダーリングG・カーターK・ヘルナン · デスT・タフェルR・ナイトR・サンタナM・ウィルソンL・ダイクストラD・ストロベリー（なし） |
| B・ハースト              | B・ハースト              | B・ハースト              | 左                       | B・ハーストR・ゲドマンB・バックナーM・バレットW・ボッグスS・オーウェンJ・ライスD・ヘンダーソンD・エバンス（なし） | R・ダーリング        | R・ダーリング        | R・ダーリング        | 右                   | R・ダーリングG・カーターK・ヘルナン · デスT・タフェルR・ナイトR・サンタナM・ウィルソンL・ダイクストラD・ストロベリー（なし） |

### 第2戦 10月19日
- シェイ・スタジアム（ニューヨーク州ニューヨーク市クイーンズ区）

|                          | 1 | 2 | 3 | 4 | 5 | 6 | 7 | 8 | 9 | R | H  | E |
| ------------------------ | - | - | - | - | - | - | - | - | - | - | -- | - |
| ボストン・レッドソックス | 0 | 0 | 3 | 1 | 2 | 0 | 2 | 0 | 1 | 9 | 18 | 0 |
| ニューヨーク・メッツ     | 0 | 0 | 2 | 0 | 1 | 0 | 0 | 0 | 0 | 3 | 8  | 1 |

1. 勝利：スティーブ・クロフォード（1勝）
2. セーブ：ボブ・スタンリー（1S）
3. 敗戦：ドワイト・グッデン（1敗）
4. 本塁打
BOS：デーブ・ヘンダーソン1号ソロ、ドワイト・エバンス1号2ラン
5. 審判
［球審］ジム・エバンス（AL）
［塁審］一塁: ハリー・ウェンデルステット（NL）、二塁: ジョー・ブリンクマン（AL）、三塁: エド・モンタギュー（NL）
［外審］左翼: デイル・フォード（AL）、右翼: ジョン・キブラー（NL）
6. 試合開始時刻: 東部夏時間（UTC-4）午後8時30分  試合時間: 3時間36分  観客: 5万5063人  気温: 57°F（13.9°C）
詳細: MLB.com Gameday / Baseball-Reference.com

| ボストン・レッドソックス | ボストン・レッドソックス | ボストン・レッドソックス | ボストン・レッドソックス | ボストン・レッドソックス                                                                                            | ニューヨーク・メッツ | ニューヨーク・メッツ | ニューヨーク・メッツ | ニューヨーク・メッツ | ニューヨーク・メッツ |
| ------------------------ | ------------------------ | ------------------------ | ------------------------ | --- | -------------------- | -------------------- | -------------------- | -------------------- | --- |
| 打順                     | 守備                     | 選手                     | 打席                     | R・クレメンスR・ゲドマンB・バックナーM・バレットW・ボッグスS・オーウェンJ・ライスD・ヘンダーソンD・エバンス（なし） | 打順                 | 守備                 | 選手                 | 打席                 | D・グッデンG・カーターK・ヘルナン · デスW・バックマンH・ジョンソンR・サンタナD・ヒープL・ダイクストラD・ストロベリー（なし） |
| 1                        | 三                       | W・ボッグス              | 左                       | R・クレメンスR・ゲドマンB・バックナーM・バレットW・ボッグスS・オーウェンJ・ライスD・ヘンダーソンD・エバンス（なし） | 1                    | 中                   | L・ダイクストラ      | 左                   | D・グッデンG・カーターK・ヘルナン · デスW・バックマンH・ジョンソンR・サンタナD・ヒープL・ダイクストラD・ストロベリー（なし） |
| 2                        | 二                       | M・バレット              | 右                       | R・クレメンスR・ゲドマンB・バックナーM・バレットW・ボッグスS・オーウェンJ・ライスD・ヘンダーソンD・エバンス（なし） | 2                    | 二                   | W・バックマン        | 両                   | D・グッデンG・カーターK・ヘルナン · デスW・バックマンH・ジョンソンR・サンタナD・ヒープL・ダイクストラD・ストロベリー（なし） |
| 3                        | 一                       | B・バックナー            | 左                       | R・クレメンスR・ゲドマンB・バックナーM・バレットW・ボッグスS・オーウェンJ・ライスD・ヘンダーソンD・エバンス（なし） | 3                    | 一                   | K・ヘルナンデス      | 左                   | D・グッデンG・カーターK・ヘルナン · デスW・バックマンH・ジョンソンR・サンタナD・ヒープL・ダイクストラD・ストロベリー（なし） |
| 4                        | 左                       | J・ライス                | 右                       | R・クレメンスR・ゲドマンB・バックナーM・バレットW・ボッグスS・オーウェンJ・ライスD・ヘンダーソンD・エバンス（なし） | 4                    | 捕                   | G・カーター          | 右                   | D・グッデンG・カーターK・ヘルナン · デスW・バックマンH・ジョンソンR・サンタナD・ヒープL・ダイクストラD・ストロベリー（なし） |
| 5                        | 右                       | D・エバンス              | 右                       | R・クレメンスR・ゲドマンB・バックナーM・バレットW・ボッグスS・オーウェンJ・ライスD・ヘンダーソンD・エバンス（なし） | 5                    | 右                   | D・ストロベリー      | 左                   | D・グッデンG・カーターK・ヘルナン · デスW・バックマンH・ジョンソンR・サンタナD・ヒープL・ダイクストラD・ストロベリー（なし） |
| 6                        | 捕                       | R・ゲドマン              | 左                       | R・クレメンスR・ゲドマンB・バックナーM・バレットW・ボッグスS・オーウェンJ・ライスD・ヘンダーソンD・エバンス（なし） | 6                    | 左                   | D・ヒープ            | 左                   | D・グッデンG・カーターK・ヘルナン · デスW・バックマンH・ジョンソンR・サンタナD・ヒープL・ダイクストラD・ストロベリー（なし） |
| 7                        | 中                       | D・ヘンダーソン          | 右                       | R・クレメンスR・ゲドマンB・バックナーM・バレットW・ボッグスS・オーウェンJ・ライスD・ヘンダーソンD・エバンス（なし） | 7                    | 三                   | H・ジョンソン        | 両                   | D・グッデンG・カーターK・ヘルナン · デスW・バックマンH・ジョンソンR・サンタナD・ヒープL・ダイクストラD・ストロベリー（なし） |
| 8                        | 遊                       | S・オーウェン            | 両                       | R・クレメンスR・ゲドマンB・バックナーM・バレットW・ボッグスS・オーウェンJ・ライスD・ヘンダーソンD・エバンス（なし） | 8                    | 遊                   | R・サンタナ          | 右                   | D・グッデンG・カーターK・ヘルナン · デスW・バックマンH・ジョンソンR・サンタナD・ヒープL・ダイクストラD・ストロベリー（なし） |
| 9                        | 投                       | R・クレメンス            | 右                       | R・クレメンスR・ゲドマンB・バックナーM・バレットW・ボッグスS・オーウェンJ・ライスD・ヘンダーソンD・エバンス（なし） | 9                    | 投                   | D・グッデン          | 右                   | D・グッデンG・カーターK・ヘルナン · デスW・バックマンH・ジョンソンR・サンタナD・ヒープL・ダイクストラD・ストロベリー（なし） |
| 先発投手                 | 先発投手                 | 先発投手                 | 投球                     | R・クレメンスR・ゲドマンB・バックナーM・バレットW・ボッグスS・オーウェンJ・ライスD・ヘンダーソンD・エバンス（なし） | 先発投手             | 先発投手             | 先発投手             | 投球                 | D・グッデンG・カーターK・ヘルナン · デスW・バックマンH・ジョンソンR・サンタナD・ヒープL・ダイクストラD・ストロベリー（なし） |
| R・クレメンス            | R・クレメンス            | R・クレメンス            | 右                       | R・クレメンスR・ゲドマンB・バックナーM・バレットW・ボッグスS・オーウェンJ・ライスD・ヘンダーソンD・エバンス（なし） | D・グッデン          | D・グッデン          | D・グッデン          | 右                   | D・グッデンG・カーターK・ヘルナン · デスW・バックマンH・ジョンソンR・サンタナD・ヒープL・ダイクストラD・ストロベリー（なし） |

### 第3戦 10月21日
- フェンウェイ・パーク（マサチューセッツ州ボストン）

|                          | 1 | 2 | 3 | 4 | 5 | 6 | 7 | 8 | 9 | R | H  | E |
| ------------------------ | - | - | - | - | - | - | - | - | - | - | -- | - |
| ニューヨーク・メッツ     | 4 | 0 | 0 | 0 | 0 | 0 | 2 | 1 | 0 | 7 | 13 | 0 |
| ボストン・レッドソックス | 0 | 0 | 1 | 0 | 0 | 0 | 0 | 0 | 0 | 1 | 5  | 0 |

1. 勝利：ボブ・オヘーダ（1勝）
2. 敗戦：オイルカン・ボイド（1敗）
3. 本塁打
NYM：レニー・ダイクストラ1号ソロ
4. 審判
［球審］ハリー・ウェンデルステット（NL）
［塁審］一塁: ジョー・ブリンクマン（AL）、二塁: エド・モンタギュー（NL）、三塁: デイル・フォード（AL）
［外審］左翼: ジョン・キブラー（NL）、右翼: ジム・エバンス（AL）
5. 試合開始時刻: 東部夏時間（UTC-4）午後8時35分  試合時間: 2時間58分  観客: 3万3595人  気温: 60°F（15.6°C）
詳細: MLB.com Gameday / Baseball-Reference.com

| ニューヨーク・メッツ | ニューヨーク・メッツ | ニューヨーク・メッツ | ニューヨーク・メッツ | ニューヨーク・メッツ | ボストン・レッドソックス | ボストン・レッドソックス | ボストン・レッドソックス | ボストン・レッドソックス | ボストン・レッドソックス                                                                                           |
| -------------------- | -------------------- | -------------------- | -------------------- | --- | ------------------------ | ------------------------ | ------------------------ | ------------------------ | --- |
| 打順                 | 守備                 | 選手                 | 打席                 | B・オヘーダG・カーターK・ヘルナン · デスW・バックマンR・ナイトR・サンタナM・ウィルソンL・ダイクストラD・ストロベリーD・ヒープ | 打順                     | 守備                     | 選手                     | 打席                     | O・ボイドR・ゲドマンB・バックナーM・バレットW・ボッグスS・オーウェンJ・ライスD・ヘンダーソンD・エバンスD・ベイラー |
| 1                    | 中                   | L・ダイクストラ      | 左                   | B・オヘーダG・カーターK・ヘルナン · デスW・バックマンR・ナイトR・サンタナM・ウィルソンL・ダイクストラD・ストロベリーD・ヒープ | 1                        | 三                       | W・ボッグス              | 左                       | O・ボイドR・ゲドマンB・バックナーM・バレットW・ボッグスS・オーウェンJ・ライスD・ヘンダーソンD・エバンスD・ベイラー |
| 2                    | 二                   | W・バックマン        | 両                   | B・オヘーダG・カーターK・ヘルナン · デスW・バックマンR・ナイトR・サンタナM・ウィルソンL・ダイクストラD・ストロベリーD・ヒープ | 2                        | 二                       | M・バレット              | 右                       | O・ボイドR・ゲドマンB・バックナーM・バレットW・ボッグスS・オーウェンJ・ライスD・ヘンダーソンD・エバンスD・ベイラー |
| 3                    | 一                   | K・ヘルナンデス      | 左                   | B・オヘーダG・カーターK・ヘルナン · デスW・バックマンR・ナイトR・サンタナM・ウィルソンL・ダイクストラD・ストロベリーD・ヒープ | 3                        | 一                       | B・バックナー            | 左                       | O・ボイドR・ゲドマンB・バックナーM・バレットW・ボッグスS・オーウェンJ・ライスD・ヘンダーソンD・エバンスD・ベイラー |
| 4                    | 捕                   | G・カーター          | 右                   | B・オヘーダG・カーターK・ヘルナン · デスW・バックマンR・ナイトR・サンタナM・ウィルソンL・ダイクストラD・ストロベリーD・ヒープ | 4                        | 左                       | J・ライス                | 右                       | O・ボイドR・ゲドマンB・バックナーM・バレットW・ボッグスS・オーウェンJ・ライスD・ヘンダーソンD・エバンスD・ベイラー |
| 5                    | 右                   | D・ストロベリー      | 左                   | B・オヘーダG・カーターK・ヘルナン · デスW・バックマンR・ナイトR・サンタナM・ウィルソンL・ダイクストラD・ストロベリーD・ヒープ | 5                        | DH                       | D・ベイラー              | 右                       | O・ボイドR・ゲドマンB・バックナーM・バレットW・ボッグスS・オーウェンJ・ライスD・ヘンダーソンD・エバンスD・ベイラー |
| 6                    | 三                   | R・ナイト            | 右                   | B・オヘーダG・カーターK・ヘルナン · デスW・バックマンR・ナイトR・サンタナM・ウィルソンL・ダイクストラD・ストロベリーD・ヒープ | 6                        | 右                       | D・エバンス              | 右                       | O・ボイドR・ゲドマンB・バックナーM・バレットW・ボッグスS・オーウェンJ・ライスD・ヘンダーソンD・エバンスD・ベイラー |
| 7                    | DH                   | D・ヒープ            | 左                   | B・オヘーダG・カーターK・ヘルナン · デスW・バックマンR・ナイトR・サンタナM・ウィルソンL・ダイクストラD・ストロベリーD・ヒープ | 7                        | 捕                       | R・ゲドマン              | 左                       | O・ボイドR・ゲドマンB・バックナーM・バレットW・ボッグスS・オーウェンJ・ライスD・ヘンダーソンD・エバンスD・ベイラー |
| 8                    | 左                   | M・ウィルソン        | 両                   | B・オヘーダG・カーターK・ヘルナン · デスW・バックマンR・ナイトR・サンタナM・ウィルソンL・ダイクストラD・ストロベリーD・ヒープ | 8                        | 中                       | D・ヘンダーソン          | 右                       | O・ボイドR・ゲドマンB・バックナーM・バレットW・ボッグスS・オーウェンJ・ライスD・ヘンダーソンD・エバンスD・ベイラー |
| 9                    | 遊                   | R・サンタナ          | 右                   | B・オヘーダG・カーターK・ヘルナン · デスW・バックマンR・ナイトR・サンタナM・ウィルソンL・ダイクストラD・ストロベリーD・ヒープ | 9                        | 遊                       | S・オーウェン            | 両                       | O・ボイドR・ゲドマンB・バックナーM・バレットW・ボッグスS・オーウェンJ・ライスD・ヘンダーソンD・エバンスD・ベイラー |
| 先発投手             | 先発投手             | 先発投手             | 投球                 | B・オヘーダG・カーターK・ヘルナン · デスW・バックマンR・ナイトR・サンタナM・ウィルソンL・ダイクストラD・ストロベリーD・ヒープ | 先発投手                 | 先発投手                 | 先発投手                 | 投球                     | O・ボイドR・ゲドマンB・バックナーM・バレットW・ボッグスS・オーウェンJ・ライスD・ヘンダーソンD・エバンスD・ベイラー |
| B・オヘーダ          | B・オヘーダ          | B・オヘーダ          | 左                   | B・オヘーダG・カーターK・ヘルナン · デスW・バックマンR・ナイトR・サンタナM・ウィルソンL・ダイクストラD・ストロベリーD・ヒープ | O・ボイド                | O・ボイド                | O・ボイド                | 右                       | O・ボイドR・ゲドマンB・バックナーM・バレットW・ボッグスS・オーウェンJ・ライスD・ヘンダーソンD・エバンスD・ベイラー |

### 第4戦 10月22日
- フェンウェイ・パーク（マサチューセッツ州ボストン）

|                          | 1 | 2 | 3 | 4 | 5 | 6 | 7 | 8 | 9 | R | H  | E |
| ------------------------ | - | - | - | - | - | - | - | - | - | - | -- | - |
| ニューヨーク・メッツ     | 0 | 0 | 0 | 3 | 0 | 0 | 2 | 1 | 0 | 6 | 12 | 0 |
| ボストン・レッドソックス | 0 | 0 | 0 | 0 | 0 | 0 | 0 | 2 | 0 | 2 | 7  | 1 |

1. 勝利：ロン・ダーリング（1勝1敗）
2. セーブ：ジェシー・オロスコ（1S）
3. 敗戦：アル・ニッパー（1敗）
4. 本塁打
NYM：ゲイリー・カーター1号2ラン・2号ソロ、レニー・ダイクストラ2号2ラン
5. 審判
［球審］ジョー・ブリンクマン（AL）
［塁審］一塁: エド・モンタギュー（NL）、二塁: デイル・フォード（AL）、三塁: ジョン・キブラー（NL）
［外審］左翼: ジム・エバンス（AL）、右翼: ハリー・ウェンデルステット（NL）
6. 試合開始時刻: 東部夏時間（UTC-4）午後8時25分  試合時間: 3時間22分  観客: 3万3920人
詳細: MLB.com Gameday / Baseball-Reference.com

| ニューヨーク・メッツ | ニューヨーク・メッツ | ニューヨーク・メッツ | ニューヨーク・メッツ | ニューヨーク・メッツ | ボストン・レッドソックス | ボストン・レッドソックス | ボストン・レッドソックス | ボストン・レッドソックス | ボストン・レッドソックス                                                                                             |
| -------------------- | -------------------- | -------------------- | -------------------- | --- | ------------------------ | ------------------------ | ------------------------ | ------------------------ | --- |
| 打順                 | 守備                 | 選手                 | 打席                 | R・ダーリングG・カーターK・ヘルナン · デスW・バックマンR・ナイトR・サンタナM・ウィルソンL・ダイクストラD・ストロベリーD・ヒープ | 打順                     | 守備                     | 選手                     | 打席                     | A・ニッパーR・ゲドマンB・バックナーM・バレットW・ボッグスS・オーウェンJ・ライスD・ヘンダーソンD・エバンスD・ベイラー |
| 1                    | 中                   | L・ダイクストラ      | 左                   | R・ダーリングG・カーターK・ヘルナン · デスW・バックマンR・ナイトR・サンタナM・ウィルソンL・ダイクストラD・ストロベリーD・ヒープ | 1                        | 三                       | W・ボッグス              | 左                       | A・ニッパーR・ゲドマンB・バックナーM・バレットW・ボッグスS・オーウェンJ・ライスD・ヘンダーソンD・エバンスD・ベイラー |
| 2                    | 二                   | W・バックマン        | 両                   | R・ダーリングG・カーターK・ヘルナン · デスW・バックマンR・ナイトR・サンタナM・ウィルソンL・ダイクストラD・ストロベリーD・ヒープ | 2                        | 二                       | M・バレット              | 右                       | A・ニッパーR・ゲドマンB・バックナーM・バレットW・ボッグスS・オーウェンJ・ライスD・ヘンダーソンD・エバンスD・ベイラー |
| 3                    | 一                   | K・ヘルナンデス      | 左                   | R・ダーリングG・カーターK・ヘルナン · デスW・バックマンR・ナイトR・サンタナM・ウィルソンL・ダイクストラD・ストロベリーD・ヒープ | 3                        | 一                       | B・バックナー            | 左                       | A・ニッパーR・ゲドマンB・バックナーM・バレットW・ボッグスS・オーウェンJ・ライスD・ヘンダーソンD・エバンスD・ベイラー |
| 4                    | 捕                   | G・カーター          | 右                   | R・ダーリングG・カーターK・ヘルナン · デスW・バックマンR・ナイトR・サンタナM・ウィルソンL・ダイクストラD・ストロベリーD・ヒープ | 4                        | 左                       | J・ライス                | 右                       | A・ニッパーR・ゲドマンB・バックナーM・バレットW・ボッグスS・オーウェンJ・ライスD・ヘンダーソンD・エバンスD・ベイラー |
| 5                    | 右                   | D・ストロベリー      | 左                   | R・ダーリングG・カーターK・ヘルナン · デスW・バックマンR・ナイトR・サンタナM・ウィルソンL・ダイクストラD・ストロベリーD・ヒープ | 5                        | DH                       | D・ベイラー              | 右                       | A・ニッパーR・ゲドマンB・バックナーM・バレットW・ボッグスS・オーウェンJ・ライスD・ヘンダーソンD・エバンスD・ベイラー |
| 6                    | 三                   | R・ナイト            | 右                   | R・ダーリングG・カーターK・ヘルナン · デスW・バックマンR・ナイトR・サンタナM・ウィルソンL・ダイクストラD・ストロベリーD・ヒープ | 6                        | 右                       | D・エバンス              | 右                       | A・ニッパーR・ゲドマンB・バックナーM・バレットW・ボッグスS・オーウェンJ・ライスD・ヘンダーソンD・エバンスD・ベイラー |
| 7                    | DH                   | D・ヒープ            | 左                   | R・ダーリングG・カーターK・ヘルナン · デスW・バックマンR・ナイトR・サンタナM・ウィルソンL・ダイクストラD・ストロベリーD・ヒープ | 7                        | 捕                       | R・ゲドマン              | 左                       | A・ニッパーR・ゲドマンB・バックナーM・バレットW・ボッグスS・オーウェンJ・ライスD・ヘンダーソンD・エバンスD・ベイラー |
| 8                    | 左                   | M・ウィルソン        | 両                   | R・ダーリングG・カーターK・ヘルナン · デスW・バックマンR・ナイトR・サンタナM・ウィルソンL・ダイクストラD・ストロベリーD・ヒープ | 8                        | 中                       | D・ヘンダーソン          | 右                       | A・ニッパーR・ゲドマンB・バックナーM・バレットW・ボッグスS・オーウェンJ・ライスD・ヘンダーソンD・エバンスD・ベイラー |
| 9                    | 遊                   | R・サンタナ          | 右                   | R・ダーリングG・カーターK・ヘルナン · デスW・バックマンR・ナイトR・サンタナM・ウィルソンL・ダイクストラD・ストロベリーD・ヒープ | 9                        | 遊                       | S・オーウェン            | 両                       | A・ニッパーR・ゲドマンB・バックナーM・バレットW・ボッグスS・オーウェンJ・ライスD・ヘンダーソンD・エバンスD・ベイラー |
| 先発投手             | 先発投手             | 先発投手             | 投球                 | R・ダーリングG・カーターK・ヘルナン · デスW・バックマンR・ナイトR・サンタナM・ウィルソンL・ダイクストラD・ストロベリーD・ヒープ | 先発投手                 | 先発投手                 | 先発投手                 | 投球                     | A・ニッパーR・ゲドマンB・バックナーM・バレットW・ボッグスS・オーウェンJ・ライスD・ヘンダーソンD・エバンスD・ベイラー |
| R・ダーリング        | R・ダーリング        | R・ダーリング        | 右                   | R・ダーリングG・カーターK・ヘルナン · デスW・バックマンR・ナイトR・サンタナM・ウィルソンL・ダイクストラD・ストロベリーD・ヒープ | A・ニッパー              | A・ニッパー              | A・ニッパー              | 右                       | A・ニッパーR・ゲドマンB・バックナーM・バレットW・ボッグスS・オーウェンJ・ライスD・ヘンダーソンD・エバンスD・ベイラー |

### 第5戦 10月23日
- フェンウェイ・パーク（マサチューセッツ州ボストン）

|                          | 1 | 2 | 3 | 4 | 5 | 6 | 7 | 8 | 9 | R | H  | E |
| ------------------------ | - | - | - | - | - | - | - | - | - | - | -- | - |
| ニューヨーク・メッツ     | 0 | 0 | 0 | 0 | 0 | 0 | 0 | 1 | 1 | 2 | 10 | 1 |
| ボストン・レッドソックス | 0 | 1 | 1 | 0 | 2 | 0 | 0 | 0 | X | 4 | 12 | 0 |

1. 勝利：ブルース・ハースト（2勝）
2. 敗戦：ドワイト・グッデン（2敗）
3. 本塁打
NYM：ティム・タフェル1号ソロ
4. 審判
［球審］エド・モンタギュー（NL）
［塁審］一塁: デイル・フォード（AL）、二塁: ジョン・キブラー（NL）、三塁: ジム・エバンス（AL）
［外審］左翼: ハリー・ウェンデルステット（NL）、右翼: ジョー・ブリンクマン（AL）
5. 試合開始時刻: 東部夏時間（UTC-4）午後8時45分  試合時間: 3時間9分  観客: 3万4010人
詳細: MLB.com Gameday / Baseball-Reference.com

| ニューヨーク・メッツ | ニューヨーク・メッツ | ニューヨーク・メッツ | ニューヨーク・メッツ | ニューヨーク・メッツ | ボストン・レッドソックス | ボストン・レッドソックス | ボストン・レッドソックス | ボストン・レッドソックス | ボストン・レッドソックス                                                                                             |
| -------------------- | -------------------- | -------------------- | -------------------- | --- | ------------------------ | ------------------------ | ------------------------ | ------------------------ | --- |
| 打順                 | 守備                 | 選手                 | 打席                 | D・グッデンG・カーターK・ヘルナン · デスT・タフェルR・ナイトR・サンタナM・ウィルソンL・ダイクストラD・ストロベリーK・ミッチェル | 打順                     | 守備                     | 選手                     | 打席                     | B・ハーストR・ゲドマンB・バックナーM・バレットW・ボッグスS・オーウェンJ・ライスD・ヘンダーソンD・エバンスD・ベイラー |
| 1                    | 中                   | L・ダイクストラ      | 左                   | D・グッデンG・カーターK・ヘルナン · デスT・タフェルR・ナイトR・サンタナM・ウィルソンL・ダイクストラD・ストロベリーK・ミッチェル | 1                        | 三                       | W・ボッグス              | 左                       | B・ハーストR・ゲドマンB・バックナーM・バレットW・ボッグスS・オーウェンJ・ライスD・ヘンダーソンD・エバンスD・ベイラー |
| 2                    | 二                   | T・タフェル          | 右                   | D・グッデンG・カーターK・ヘルナン · デスT・タフェルR・ナイトR・サンタナM・ウィルソンL・ダイクストラD・ストロベリーK・ミッチェル | 2                        | 二                       | M・バレット              | 右                       | B・ハーストR・ゲドマンB・バックナーM・バレットW・ボッグスS・オーウェンJ・ライスD・ヘンダーソンD・エバンスD・ベイラー |
| 3                    | 一                   | K・ヘルナンデス      | 左                   | D・グッデンG・カーターK・ヘルナン · デスT・タフェルR・ナイトR・サンタナM・ウィルソンL・ダイクストラD・ストロベリーK・ミッチェル | 3                        | 一                       | B・バックナー            | 左                       | B・ハーストR・ゲドマンB・バックナーM・バレットW・ボッグスS・オーウェンJ・ライスD・ヘンダーソンD・エバンスD・ベイラー |
| 4                    | 捕                   | G・カーター          | 右                   | D・グッデンG・カーターK・ヘルナン · デスT・タフェルR・ナイトR・サンタナM・ウィルソンL・ダイクストラD・ストロベリーK・ミッチェル | 4                        | 左                       | J・ライス                | 右                       | B・ハーストR・ゲドマンB・バックナーM・バレットW・ボッグスS・オーウェンJ・ライスD・ヘンダーソンD・エバンスD・ベイラー |
| 5                    | 右                   | D・ストロベリー      | 左                   | D・グッデンG・カーターK・ヘルナン · デスT・タフェルR・ナイトR・サンタナM・ウィルソンL・ダイクストラD・ストロベリーK・ミッチェル | 5                        | DH                       | D・ベイラー              | 右                       | B・ハーストR・ゲドマンB・バックナーM・バレットW・ボッグスS・オーウェンJ・ライスD・ヘンダーソンD・エバンスD・ベイラー |
| 6                    | 三                   | R・ナイト            | 右                   | D・グッデンG・カーターK・ヘルナン · デスT・タフェルR・ナイトR・サンタナM・ウィルソンL・ダイクストラD・ストロベリーK・ミッチェル | 6                        | 右                       | D・エバンス              | 右                       | B・ハーストR・ゲドマンB・バックナーM・バレットW・ボッグスS・オーウェンJ・ライスD・ヘンダーソンD・エバンスD・ベイラー |
| 7                    | DH                   | K・ミッチェル        | 右                   | D・グッデンG・カーターK・ヘルナン · デスT・タフェルR・ナイトR・サンタナM・ウィルソンL・ダイクストラD・ストロベリーK・ミッチェル | 7                        | 捕                       | R・ゲドマン              | 左                       | B・ハーストR・ゲドマンB・バックナーM・バレットW・ボッグスS・オーウェンJ・ライスD・ヘンダーソンD・エバンスD・ベイラー |
| 8                    | 左                   | M・ウィルソン        | 両                   | D・グッデンG・カーターK・ヘルナン · デスT・タフェルR・ナイトR・サンタナM・ウィルソンL・ダイクストラD・ストロベリーK・ミッチェル | 8                        | 中                       | D・ヘンダーソン          | 右                       | B・ハーストR・ゲドマンB・バックナーM・バレットW・ボッグスS・オーウェンJ・ライスD・ヘンダーソンD・エバンスD・ベイラー |
| 9                    | 遊                   | R・サンタナ          | 右                   | D・グッデンG・カーターK・ヘルナン · デスT・タフェルR・ナイトR・サンタナM・ウィルソンL・ダイクストラD・ストロベリーK・ミッチェル | 9                        | 遊                       | S・オーウェン            | 両                       | B・ハーストR・ゲドマンB・バックナーM・バレットW・ボッグスS・オーウェンJ・ライスD・ヘンダーソンD・エバンスD・ベイラー |
| 先発投手             | 先発投手             | 先発投手             | 投球                 | D・グッデンG・カーターK・ヘルナン · デスT・タフェルR・ナイトR・サンタナM・ウィルソンL・ダイクストラD・ストロベリーK・ミッチェル | 先発投手                 | 先発投手                 | 先発投手                 | 投球                     | B・ハーストR・ゲドマンB・バックナーM・バレットW・ボッグスS・オーウェンJ・ライスD・ヘンダーソンD・エバンスD・ベイラー |
| D・グッデン          | D・グッデン          | D・グッデン          | 右                   | D・グッデンG・カーターK・ヘルナン · デスT・タフェルR・ナイトR・サンタナM・ウィルソンL・ダイクストラD・ストロベリーK・ミッチェル | B・ハースト              | B・ハースト              | B・ハースト              | 左                       | B・ハーストR・ゲドマンB・バックナーM・バレットW・ボッグスS・オーウェンJ・ライスD・ヘンダーソンD・エバンスD・ベイラー |

### 第6戦 10月25日
- シェイ・スタジアム（ニューヨーク州ニューヨーク市クイーンズ区）

|                          | 1 | 2 | 3 | 4 | 5 | 6 | 7 | 8 | 9 | 10 | R | H  | E |
| ------------------------ | - | - | - | - | - | - | - | - | - | -- | - | -- | - |
| ボストン・レッドソックス | 1 | 1 | 0 | 0 | 0 | 0 | 1 | 0 | 0 | 2  | 5 | 13 | 3 |
| ニューヨーク・メッツ     | 0 | 0 | 0 | 0 | 2 | 0 | 0 | 1 | 0 | 3x | 6 | 8  | 2 |

1. 勝利：リック・アギレラ（1勝）
2. 敗戦：カルビン・シラルディ（1敗1S）
3. 本塁打
BOS：デーブ・ヘンダーソン2号ソロ
4. 審判
［球審］デイル・フォード（AL）
［塁審］一塁: ジョン・キブラー（NL）、二塁: ジム・エバンス（AL）、三塁: ハリー・ウェンデルステット（NL）
［外審］左翼: ジョー・ブリンクマン（AL）、右翼: エド・モンタギュー（NL）
5. 試合開始時刻: 東部夏時間（UTC-4）午後8時30分  試合時間: 4時間2分  観客: 5万5078人  気温: 53°F（11.7°C）
詳細: MLB.com Gameday / Baseball-Reference.com

| ボストン・レッドソックス | ボストン・レッドソックス | ボストン・レッドソックス | ボストン・レッドソックス | ボストン・レッドソックス                                                                                            | ニューヨーク・メッツ | ニューヨーク・メッツ | ニューヨーク・メッツ | ニューヨーク・メッツ | ニューヨーク・メッツ |
| ------------------------ | ------------------------ | ------------------------ | ------------------------ | --- | -------------------- | -------------------- | -------------------- | -------------------- | --- |
| 打順                     | 守備                     | 選手                     | 打席                     | R・クレメンスR・ゲドマンB・バックナーM・バレットW・ボッグスS・オーウェンJ・ライスD・ヘンダーソンD・エバンス（なし） | 打順                 | 守備                 | 選手                 | 打席                 | B・オヘーダG・カーターK・ヘルナン · デスW・バックマンR・ナイトR・サンタナM・ウィルソンL・ダイクストラD・ストロベリー（なし） |
| 1                        | 三                       | W・ボッグス              | 左                       | R・クレメンスR・ゲドマンB・バックナーM・バレットW・ボッグスS・オーウェンJ・ライスD・ヘンダーソンD・エバンス（なし） | 1                    | 中                   | L・ダイクストラ      | 左                   | B・オヘーダG・カーターK・ヘルナン · デスW・バックマンR・ナイトR・サンタナM・ウィルソンL・ダイクストラD・ストロベリー（なし） |
| 2                        | 二                       | M・バレット              | 右                       | R・クレメンスR・ゲドマンB・バックナーM・バレットW・ボッグスS・オーウェンJ・ライスD・ヘンダーソンD・エバンス（なし） | 2                    | 二                   | W・バックマン        | 両                   | B・オヘーダG・カーターK・ヘルナン · デスW・バックマンR・ナイトR・サンタナM・ウィルソンL・ダイクストラD・ストロベリー（なし） |
| 3                        | 一                       | B・バックナー            | 左                       | R・クレメンスR・ゲドマンB・バックナーM・バレットW・ボッグスS・オーウェンJ・ライスD・ヘンダーソンD・エバンス（なし） | 3                    | 一                   | K・ヘルナンデス      | 左                   | B・オヘーダG・カーターK・ヘルナン · デスW・バックマンR・ナイトR・サンタナM・ウィルソンL・ダイクストラD・ストロベリー（なし） |
| 4                        | 左                       | J・ライス                | 右                       | R・クレメンスR・ゲドマンB・バックナーM・バレットW・ボッグスS・オーウェンJ・ライスD・ヘンダーソンD・エバンス（なし） | 4                    | 捕                   | G・カーター          | 右                   | B・オヘーダG・カーターK・ヘルナン · デスW・バックマンR・ナイトR・サンタナM・ウィルソンL・ダイクストラD・ストロベリー（なし） |
| 5                        | 右                       | D・エバンス              | 右                       | R・クレメンスR・ゲドマンB・バックナーM・バレットW・ボッグスS・オーウェンJ・ライスD・ヘンダーソンD・エバンス（なし） | 5                    | 右                   | D・ストロベリー      | 左                   | B・オヘーダG・カーターK・ヘルナン · デスW・バックマンR・ナイトR・サンタナM・ウィルソンL・ダイクストラD・ストロベリー（なし） |
| 6                        | 捕                       | R・ゲドマン              | 左                       | R・クレメンスR・ゲドマンB・バックナーM・バレットW・ボッグスS・オーウェンJ・ライスD・ヘンダーソンD・エバンス（なし） | 6                    | 三                   | R・ナイト            | 右                   | B・オヘーダG・カーターK・ヘルナン · デスW・バックマンR・ナイトR・サンタナM・ウィルソンL・ダイクストラD・ストロベリー（なし） |
| 7                        | 中                       | D・ヘンダーソン          | 右                       | R・クレメンスR・ゲドマンB・バックナーM・バレットW・ボッグスS・オーウェンJ・ライスD・ヘンダーソンD・エバンス（なし） | 7                    | 左                   | M・ウィルソン        | 両                   | B・オヘーダG・カーターK・ヘルナン · デスW・バックマンR・ナイトR・サンタナM・ウィルソンL・ダイクストラD・ストロベリー（なし） |
| 8                        | 遊                       | S・オーウェン            | 両                       | R・クレメンスR・ゲドマンB・バックナーM・バレットW・ボッグスS・オーウェンJ・ライスD・ヘンダーソンD・エバンス（なし） | 8                    | 遊                   | R・サンタナ          | 右                   | B・オヘーダG・カーターK・ヘルナン · デスW・バックマンR・ナイトR・サンタナM・ウィルソンL・ダイクストラD・ストロベリー（なし） |
| 9                        | 投                       | R・クレメンス            | 右                       | R・クレメンスR・ゲドマンB・バックナーM・バレットW・ボッグスS・オーウェンJ・ライスD・ヘンダーソンD・エバンス（なし） | 9                    | 投                   | B・オヘーダ          | 左                   | B・オヘーダG・カーターK・ヘルナン · デスW・バックマンR・ナイトR・サンタナM・ウィルソンL・ダイクストラD・ストロベリー（なし） |
| 先発投手                 | 先発投手                 | 先発投手                 | 投球                     | R・クレメンスR・ゲドマンB・バックナーM・バレットW・ボッグスS・オーウェンJ・ライスD・ヘンダーソンD・エバンス（なし） | 先発投手             | 先発投手             | 先発投手             | 投球                 | B・オヘーダG・カーターK・ヘルナン · デスW・バックマンR・ナイトR・サンタナM・ウィルソンL・ダイクストラD・ストロベリー（なし） |
| R・クレメンス            | R・クレメンス            | R・クレメンス            | 右                       | R・クレメンスR・ゲドマンB・バックナーM・バレットW・ボッグスS・オーウェンJ・ライスD・ヘンダーソンD・エバンス（なし） | B・オヘーダ          | B・オヘーダ          | B・オヘーダ          | 左                   | B・オヘーダG・カーターK・ヘルナン · デスW・バックマンR・ナイトR・サンタナM・ウィルソンL・ダイクストラD・ストロベリー（なし） |

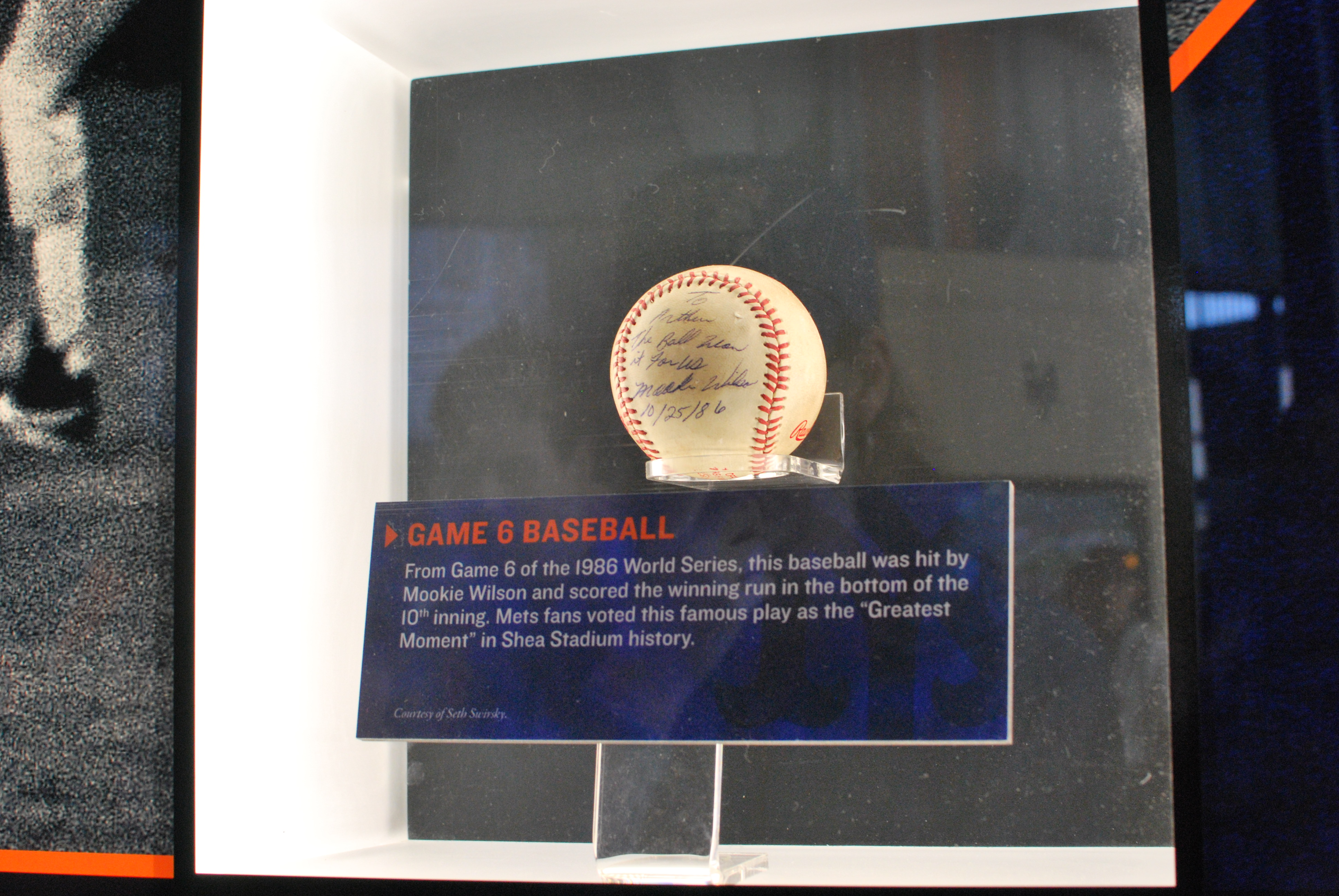
サヨナラの場面で使用された実際のボール。セス・スワースキーがチャーリー・シーンから購入して2010年にメッツへ貸し出し、当時の本拠地球場シティ・フィールド内にある球団博物館で展示された。このボールは2012年に競売に出品され、匿名の人物によって41万8250ドルで落札された

先発投手は、メッツがボブ・オヘーダ、レッドソックスがロジャー・クレメンス。試合は、初回表にレッドソックスがドワイト・エバンスの適時二塁打で1点を先制し、3回表にはマーティー・バレットの適時打でもう1点を追加する。しかし5回裏、メッツは1点を返しなおも無死一・三塁という場面で、ダニー・ヒープが二ゴロ併殺に打ち取られたものの、その間に三塁走者が生還し同点に追いつく。7回にレッドソックスがエバンスのニゴロで1点を勝ち越すが、メッツも8回裏にゲイリー・カーターの犠牲フライで再度同点とし、試合は3－3のまま延長戦に突入した。
10回表、メッツは4番手リック・アギレラをマウンドへ送る。レッドソックスは先頭打者デーブ・ヘンダーソンが本塁打を放ち再び勝ち越す。さらにバレットの適時打でもう1点を追加し、1918年以来68年ぶりの優勝まで2点リードであとアウト3つとした。その裏、レッドソックスはクローザーのカルビン・シラルディが登板し、あっさり2アウトを奪う。しかしメッツはここから粘りを見せ、2アウトからカーターと代打ケビン・ミッチェルの連打で一・二塁とする。6番レイ・ナイトは2球で2ストライクに追い込まれたが、3球目を中前へ運び、3連打で1点差に詰め寄った。

ここでレッドソックスはシラルディを諦め、ボブ・スタンリーへ継投する。スタンリーは7番ムーキー・ウィルソンを2ストライクに追い込み、優勝まであとストライク1球とするが、ウィルソンはそこからファウルで粘る。すると7球目が暴投となり、三塁走者ミッチェルが生還して5－5の同点となった。ウィルソンは8球目と9球目もファウルとしたあとの10球目をフェアゾーンへ打ち返す。打球は一ゴロだったが、一塁手ビル・バックナーが捕り損ねたため股の間を抜けて外野へ転がった。バックナーは途中まで追ったがやがて諦め、その間に二塁走者ナイトが生還してメッツがサヨナラ勝ちを収めた。

### 第7戦 10月27日
- シェイ・スタジアム（ニューヨーク州ニューヨーク市クイーンズ区）

|                          | 1 | 2 | 3 | 4 | 5 | 6 | 7 | 8 | 9 | R | H  | E |
| ------------------------ | - | - | - | - | - | - | - | - | - | - | -- | - |
| ボストン・レッドソックス | 0 | 3 | 0 | 0 | 0 | 0 | 0 | 2 | 0 | 5 | 9  | 0 |
| ニューヨーク・メッツ     | 0 | 0 | 0 | 0 | 0 | 3 | 3 | 2 | X | 8 | 10 | 0 |

1. 勝利：ロジャー・マクダウェル（1勝）
2. セーブ：ジェシー・オロスコ（2S）
3. 敗戦：カルビン・シラルディ（2敗1S）
4. 本塁打
BOS：ドワイト・エバンス2号ソロ、リッチ・ゲドマン1号ソロ
NYM：レイ・ナイト1号ソロ、ダリル・ストロベリー1号ソロ
5. 審判
［球審］ジョン・キブラー（NL）
［塁審］一塁: ジム・エバンス（AL）、二塁: ハリー・ウェンデルステット（NL）、三塁: ジョー・ブリンクマン（AL）
［外審］左翼: エド・モンタギュー（NL）、右翼: デイル・フォード（AL）
6. 試合開始時刻: 東部夏時間（UTC-4）午後8時15分  試合時間: 3時間11分  観客: 5万5032人  気温: 53°F（11.7°C）
詳細: MLB.com Gameday / Baseball-Reference.com

| ボストン・レッドソックス | ボストン・レッドソックス | ボストン・レッドソックス | ボストン・レッドソックス | ボストン・レッドソックス                                                                                          | ニューヨーク・メッツ | ニューヨーク・メッツ | ニューヨーク・メッツ | ニューヨーク・メッツ | ニューヨーク・メッツ |
| ------------------------ | ------------------------ | ------------------------ | ------------------------ | --- | -------------------- | -------------------- | -------------------- | -------------------- | --- |
| 打順                     | 守備                     | 選手                     | 打席                     | B・ハーストR・ゲドマンB・バックナーM・バレットW・ボッグスS・オーウェンJ・ライスD・ヘンダーソンD・エバンス（なし） | 打順                 | 守備                 | 選手                 | 打席                 | R・ダーリングG・カーターK・ヘルナン · デスT・タフェルR・ナイトR・サンタナK・ミッチェルM・ウィルソンD・ストロベリー（なし） |
| 1                        | 三                       | W・ボッグス              | 左                       | B・ハーストR・ゲドマンB・バックナーM・バレットW・ボッグスS・オーウェンJ・ライスD・ヘンダーソンD・エバンス（なし） | 1                    | 中                   | M・ウィルソン        | 両                   | R・ダーリングG・カーターK・ヘルナン · デスT・タフェルR・ナイトR・サンタナK・ミッチェルM・ウィルソンD・ストロベリー（なし） |
| 2                        | 二                       | M・バレット              | 右                       | B・ハーストR・ゲドマンB・バックナーM・バレットW・ボッグスS・オーウェンJ・ライスD・ヘンダーソンD・エバンス（なし） | 2                    | 二                   | T・タフェル          | 右                   | R・ダーリングG・カーターK・ヘルナン · デスT・タフェルR・ナイトR・サンタナK・ミッチェルM・ウィルソンD・ストロベリー（なし） |
| 3                        | 一                       | B・バックナー            | 左                       | B・ハーストR・ゲドマンB・バックナーM・バレットW・ボッグスS・オーウェンJ・ライスD・ヘンダーソンD・エバンス（なし） | 3                    | 一                   | K・ヘルナンデス      | 左                   | R・ダーリングG・カーターK・ヘルナン · デスT・タフェルR・ナイトR・サンタナK・ミッチェルM・ウィルソンD・ストロベリー（なし） |
| 4                        | 左                       | J・ライス                | 右                       | B・ハーストR・ゲドマンB・バックナーM・バレットW・ボッグスS・オーウェンJ・ライスD・ヘンダーソンD・エバンス（なし） | 4                    | 捕                   | G・カーター          | 右                   | R・ダーリングG・カーターK・ヘルナン · デスT・タフェルR・ナイトR・サンタナK・ミッチェルM・ウィルソンD・ストロベリー（なし） |
| 5                        | 右                       | D・エバンス              | 右                       | B・ハーストR・ゲドマンB・バックナーM・バレットW・ボッグスS・オーウェンJ・ライスD・ヘンダーソンD・エバンス（なし） | 5                    | 右                   | D・ストロベリー      | 左                   | R・ダーリングG・カーターK・ヘルナン · デスT・タフェルR・ナイトR・サンタナK・ミッチェルM・ウィルソンD・ストロベリー（なし） |
| 6                        | 捕                       | R・ゲドマン              | 左                       | B・ハーストR・ゲドマンB・バックナーM・バレットW・ボッグスS・オーウェンJ・ライスD・ヘンダーソンD・エバンス（なし） | 6                    | 三                   | R・ナイト            | 右                   | R・ダーリングG・カーターK・ヘルナン · デスT・タフェルR・ナイトR・サンタナK・ミッチェルM・ウィルソンD・ストロベリー（なし） |
| 7                        | 中                       | D・ヘンダーソン          | 右                       | B・ハーストR・ゲドマンB・バックナーM・バレットW・ボッグスS・オーウェンJ・ライスD・ヘンダーソンD・エバンス（なし） | 7                    | 左                   | K・ミッチェル        | 右                   | R・ダーリングG・カーターK・ヘルナン · デスT・タフェルR・ナイトR・サンタナK・ミッチェルM・ウィルソンD・ストロベリー（なし） |
| 8                        | 遊                       | S・オーウェン            | 両                       | B・ハーストR・ゲドマンB・バックナーM・バレットW・ボッグスS・オーウェンJ・ライスD・ヘンダーソンD・エバンス（なし） | 8                    | 遊                   | R・サンタナ          | 右                   | R・ダーリングG・カーターK・ヘルナン · デスT・タフェルR・ナイトR・サンタナK・ミッチェルM・ウィルソンD・ストロベリー（なし） |
| 9                        | 投                       | B・ハースト              | 左                       | B・ハーストR・ゲドマンB・バックナーM・バレットW・ボッグスS・オーウェンJ・ライスD・ヘンダーソンD・エバンス（なし） | 9                    | 投                   | R・ダーリング        | 右                   | R・ダーリングG・カーターK・ヘルナン · デスT・タフェルR・ナイトR・サンタナK・ミッチェルM・ウィルソンD・ストロベリー（なし） |
| 先発投手                 | 先発投手                 | 先発投手                 | 投球                     | B・ハーストR・ゲドマンB・バックナーM・バレットW・ボッグスS・オーウェンJ・ライスD・ヘンダーソンD・エバンス（なし） | 先発投手             | 先発投手             | 先発投手             | 投球                 | R・ダーリングG・カーターK・ヘルナン · デスT・タフェルR・ナイトR・サンタナK・ミッチェルM・ウィルソンD・ストロベリー（なし） |
| B・ハースト              | B・ハースト              | B・ハースト              | 左                       | B・ハーストR・ゲドマンB・バックナーM・バレットW・ボッグスS・オーウェンJ・ライスD・ヘンダーソンD・エバンス（なし） | R・ダーリング        | R・ダーリング        | R・ダーリング        | 右                   | R・ダーリングG・カーターK・ヘルナン · デスT・タフェルR・ナイトR・サンタナK・ミッチェルM・ウィルソンD・ストロベリー（なし） |

この試合は当初10月26日の開催を予定していたが、雨天順延により27日へずれ込んだ。先発投手は、メッツがロン・ダーリング、レッドソックスがブルース・ハースト。ダーリングは第4戦から中4日、ハーストは第5戦から中3日での登板だった。
2回表、レッドソックスがドワイト・エバンスとリッチ・ゲドマンの連続本塁打などで3点を先制する。レッドソックスは4回表にも二死二塁と走者を得点圏へ進め、ダーリングを降板させる。しかし2番手シド・フェルナンデスの前にマーティー・バレットが右飛に倒れ、4点目を奪えなかった。6回裏、メッツ打線がハーストを攻めたて、キース・ヘルナンデスの2点適時打とゲイリー・カーターの右ゴロで3－3の同点とした。
7回裏、レッドソックスはクローザーのカルビン・シラルディを登板させるが、メッツの先頭打者レイ・ナイトが勝ち越しのソロ本塁打を放つ。最終第7戦で7回以降の勝ち越し本塁打は、1960年シリーズでピッツバーグ・パイレーツのハル・スミスが8回裏に逆転本塁打、ビル・マゼロスキーが9回裏にサヨナラ本塁打を打って以来、これがシリーズ史上26年ぶり4本目である。さらにラファエル・サンタナの適時打で1点が加わり、シラルディは1アウトしか奪えない間に2点を失ってマウンドを降ろされた。メッツは3番手ジョー・サンビートからもヘルナンデスが適時打を放ち、リードを3点に広げた。
レッドソックスは8回表、3番手ロジャー・マクダウェルに対し先頭打者ビル・バックナーからの3連打で2点を奪い、1点差に追い上げる。しかしその後、ジェシー・オロスコの前に後続が3者連続アウトに打ち取られ、同点とできず。その裏にはダリル・ストロベリーの本塁打とオロスコの適時打でメッツが2点を取り返して8－5とした。9回表、オロスコが三者凡退でレッドソックスの反撃を断ち、メッツが17年ぶり2度目の優勝を果たした。

## 評価
WCBS-TV（CBSニューヨーク）のスティーブ・シルバーマンは2017年のワールドシリーズ期間中に、自身が観てきた1964年以降のシリーズ全52回を順位づけし、今シリーズを3位とした。MLB.comのジョー・ポズナンスキーは2019年3月、シリーズの総得失点差や1点差試合および延長戦の多さなどを基準に最終第7戦までもつれたシリーズ全39回を順位づけし、今シリーズを10位とした。ESPNのサム・ミラーは2020年5月、出場2チームの実力がどれほど伯仲していたかやどれほど記憶に残るシリーズとなったかなどを基準に全115回のシリーズを順位づけし、今シリーズを4位とした。
『ハードボール・タイムズ』のクリス・ジャフは2011年10月、歴代のポストシーズン各シリーズについて、面白さの数値化を試みた。「1点差試合は3ポイント、1－0の試合ならさらに1ポイント」「サヨナラゲームは10ポイント、サヨナラが本塁打によるものならさらに5ポイント」「7試合制のシリーズが最終戦までもつれれば15ポイント」などというように、試合経過やシリーズの展開が一定の条件を満たすのに応じてポイントを付与することで、主観的ではなく定量的な評価を行った。その結果、今シリーズは69.8ポイントとなった。2011年の両リーグ優勝決定戦終了時点での全262シリーズ中47位で、全シリーズ平均の45ポイントは上回る一方、同じ年のナショナルリーグ優勝決定戦（132ポイント）やアメリカンリーグ優勝決定戦（103ポイント）は下回った。